# Pierre Taittinger

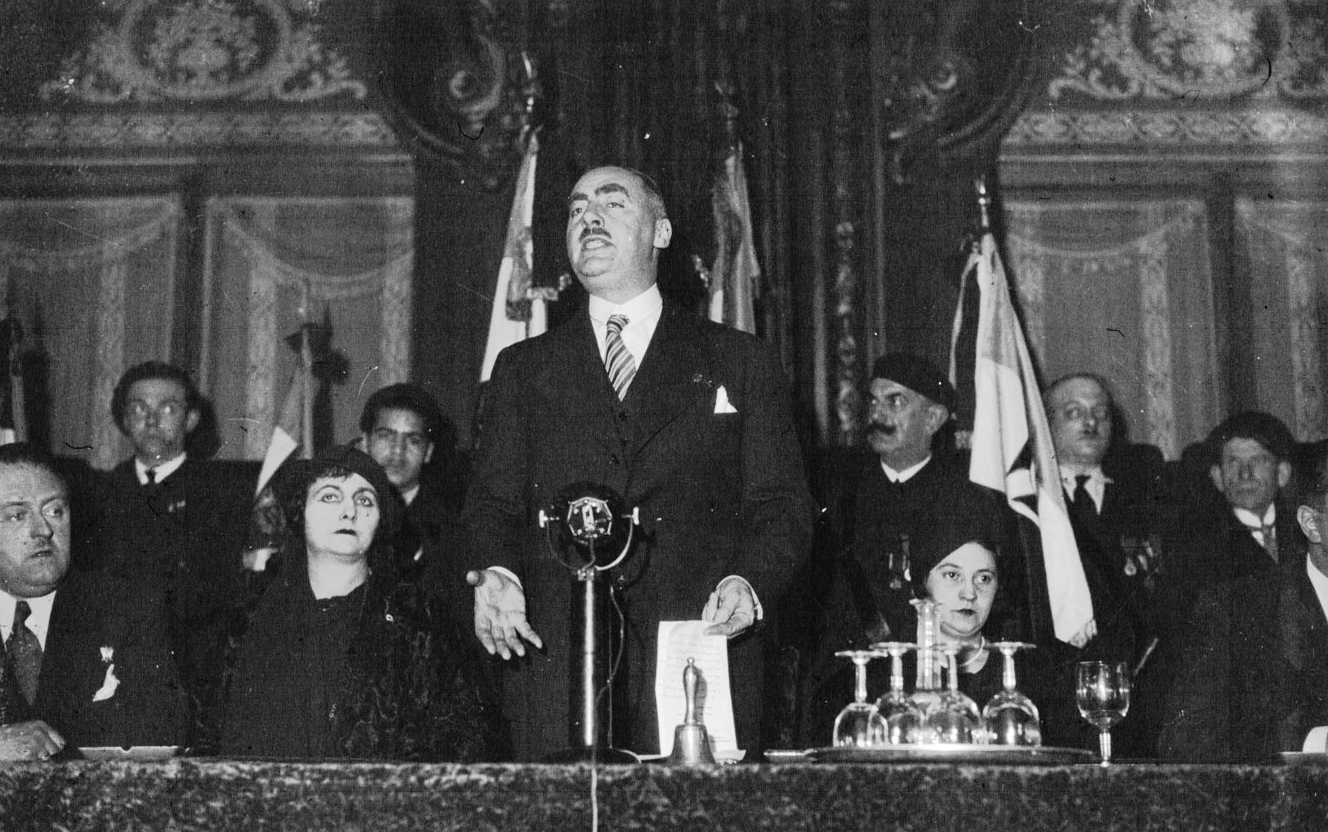
Pierre Taittinger tijdens een meeting van de Jeunesses Patriotes in 1936

Pierre Taittinger (Parijs, 4 oktober 1887 - Parijs, 22 januari 1965) was een Frans industrieel en extreemrechts politicus.

## Biografie
Pierre Charles Taittinger is afkomstig uit een familie gevestigd in Lotharingen die in 1871 het dan door de Duitsers geannexeerde departement Moezel verlaat om Frans te kunnen blijven.
Hij stapt al voor zijn twintigste in de politiek bij de bonapartisten. Zijn politieke carrière wordt onderbroken door de Eerste Wereldoorlog waaruit hij als kapitein en gedecoreerd terugkeert. In 1919 wordt hij verkozen als parlementslid voor de Charente-Maritime en in 1924 voor Parijs waarvoor hij tot 1940 het 20e arrondissement vertegenwoordigt.

### Ligue des jeunesses patriotes
Als bonapartist, sticht hij, in 1924, de Jeunesses patriotes, in de lijn van de Ligue des patriotes opgericht in 1882 door Paul Déroulède. Deze beweging wordt vanaf het eind van de jaren 1920 een van de belangrijkste anti-communistische en patriottistische bewegingen in Frankrijk concurrerend met de Action française en de Croix de Feu. In 1935, groeit zij uit tot de Parti national et social om in 1936 de Parti républicain national et social te worden.
Pierre Taittinger is burgemeester van Saint-Georges-des-Coteaux (Charente-Maritime) tot zijn dood. In maart 1940 werd hij onderscheiden door de Franse overheid met een benoeming tot Commandeur in het Legioen van Eer. Hij is op dat ogenblik gemeenteraadslid in Parijs en Conseiller Général voor het departement Seine.

### Voorzitter van de Gemeenteraad van Parijs
Hij keurt op 10 juli 1940 in het parlement mee de volmachten goed voor maarschalk Philippe Pétain. Als voorzitter van de gemeenteraad van Parijs sinds 1943, wordt Taittinger in zijn ambt bevestigd door de Duitse bezetter.

### Rol bij de bevrijding van Parijs
Op 4 september 1943, schrijft hij naar Pierre Laval om Parijs tot "open stad" te verklaren teneinde de vernieling ervan te voorkomen.
Op 19 augustus 1944, ontvangt hij commandant Dufresne, chef van de generale staf van het FFI om deze af te brengen van het idee een algemene opstand te starten zoals beslist werd door Henri Rol-Tanguy, met als argument dat hij samen met Raoul Nordling de Zweedse consul-generaal, de Duitse generaal Dietrich von Choltitz heeft overtuigd de stad te sparen. Hij verzet zich tevergeefs tegen het hijsen van de Franse vlag op het stadhuis, en gezien de wending die de situatie neemt, stelt hij voor Charles de Gaulle te ontmoeten op het bordes van het stadhuis, wat Dufresne weigert.
Bij de inname van het stadhuis wordt hij gearresteerd door het Parijse bevrijdingscomité en opgesloten in Drancy en nadien Fresnes. Hij komt vrij op 27 februari 1945. Hij verliest zijn burgerrechten, wordt onverkiesbaar en geeft de politiek op.
Zijn boek Et Paris ne fut pas détruit wordt bekroond door de Académie française. In 1954, wordt hij ere-afgevaardigde. Taittinger wordt na de oorlog lid van de Association pour défendre la mémoire du maréchal Pétain (vereniging ter verdediging van de herinnering aan maarschalk Pétain).

### Champagne
Als financier sticht hij in 1932 te Reims, het champagnehuis dat zijn naam draagt, Champagne Taittinger, gevestigd in de kelders van de oude abdij Saint-Nicaise.

### Familie
Hij trouwt, in 1917, Gabrielle Guillet (1893-1924), nadien in 1925, Anne-Marie Mailly (1887-1986).
Pierre Taittinger had acht kinderen :
- Guy Taittinger (1918-1978)
- Michel Taittinger (1920-1940), gesneuveld op 15 juni 1940 te Saint-Parres aux Tertres (Aube)
- François Taittinger (1921-1960)
- Jean Taittinger (1923-2012) parlementslid voor de UDR van 1958 tot 1973, burgemeester van Reims van 1959 tot 1977, voormalig minister
- Pierre-Christian Taittinger, (1926-2009), burgemeester van het 16e arrondissement van Parijs (1989-2008) en senator (1968-1995)
- Claude Taittinger, (1929-2022), zijn opvolger aan het hoofd van het champagnehuis
- Colette Taittinger
- Marie-Clotilde Taittinger